# اتئام أسنان
اتئام أسنان (بالإنجليزية: Tooth gemination) هي ظاهرة أسنان تظهر على شكل سنين تطورًا من سن واحد. يوجد تاج رئيسِ واحد مع شق، داخل الثلث القاطع من التاج، يبدو مثل سنين اثنين، على الرغم من أنه ليس سنين اثنين. سيكون عدد الأسنان في القوس طبيعيًا.

## علامات وأعراض
- يمكن أن تؤدي الأسنان المنحرفة إلى صعوبة المضغ وتلف التراكيب المجاورة
- تأثر الاطباق، مما تسبب في الانحراف [1]
- عدم تناسق قوس الأسنان بسبب تضخم التاج
- مشكلة جمالية
- تأخير أو عرقلة بزوغ السن المجاور [1]
- تشريح الأسنان يجعل سطح الأسنان صعب التنظيف ويزيد من قابلية تسوس الأسنان وأمراض اللثة [1] [2]

## سبب
سبب حالة اتئام الأسنان لا يزال مجهولًا.  ومع ذلك، هناك بعض العوامل المحتملة وهي:
- نقص فيتامين [3]
- اضطرابات هرمونية [3]
- عدوى أو التهاب المناطق القريبة من برعم السن النامي [3]
- المخدرات المستحثة [3]
- الاستعداد الوراثي [3]
- العلاج الإشعاعي المتسبب في تلف براعم الأسنان النامية. [2]

## آلية
تنشأ الظاهرة عندما ينمو سنان من برعم سن واحد، ونتيجة لذلك، يكون لدى المريض سن إضافي، على عكس عملية اندماج الأسنان، إذ يبدو المريض وأنه فقد سنًا واحدًا. تنشأ الأسنان المندمجة من خلال اتحاد برعما سنين منفصلين بشكل طبيعي، واعتمادًا على مرحلة تطور الأسنان في وقت الاتحاد، قد تكون كاملة أو غير كاملة. في بعض المرات، يمكن رؤية حجرتين لبيتين مستقلتين وقنوات الجذر. ومع ذلك، يمكن أن يكون الاندماج أيضًا عبارة عن اتحاد برعم سن طبيعي مع برعم سن زائد. في هذه الحالات، يكون عدد الأسنان طبيعيًا أيضًا وقد يكون التمايز عن اتئام الأسنان صعبًا للغاية، إن لم يكن مستحيلًا. في الأسنان التوأمية، عادة ما يكون الانقسام غير مكتمل وينتج عنه تاج سن كبير له جذر واحد وقناة واحدة. إنها حالة غير مصحوبة بأعراض.
يبلغ معدل انتشار الاتئام أو الاندماج 2.5% في الأسنان الأولية،  و 0.1-0.2% في الأسنان الدائمة.  يُلاحظ بشكل متكرر في الأسنان الأولية أكثر من الأسنان الدائمة؛ الأسنان الأمامية أكثر من الخلفية؛  من جانب واحد وليس من جانبين.  يحدث عادًة في القواطع العلوية الأولية.

## تشخيص
- فحص طبي بالعيادة
- الصور الشعاعية - تظهر على شكل تيجان ناشئين من جذر واحد. [2]

## علاج
- ينبغي نصح المريض بالحفاظ على نظافة الفم بشكل جيد لمنع تراكم البلاك. [1]
- مانعات تسرب الشقوق والترميمات الراتنجية للأخاديد والشقوق العميقة لمنع تسوس الأسنان. [1] [2]
- علاج تقويم الأسنان [2]
- إعادة تشكيل وترميم الأسنان بالمواد المناسبة. [2]
- علاج قناة الجذر، يليه تقليل العرض المتوسط البعيد للسن. استعادة الأسنان بالتاج. [1]
- علاج قناة الجذر ثم تقسيم السن جراحياً إلى أسنانين. [2]
- إذا لم يكن السن مناسبًا لعلاج قناة الجذر، فيمكن التفكير في خلعه. قد تكون هناك حاجة إلى طرف صناعي ثابت أو قابل للإزالة بعد عملية الاستخراج.
- زراعة الأسنان الزائدة لتحل محل الأسنان المزدحمة. [6]

قبل إجراء علاج قناة الجذر أو القلع، يجب أن يكون الطبيب على معرفة تامة حول شكل قناة الجذر لتجنب المضاعفات.

## تشوهات الأسنان ذات الصلة
- تكوين المينا الناقص
- تكوين العاج المعيب
- فرط الأسنان – أكثر من متوسط عدد الأسنان
- انعدام الأسنان - عدم نمو الأسنان